# Ludwig Vraa
Ludwig William Vraa-Jensen (* 23. Juni 2005) ist ein dänischer Fußballspieler.

## Karriere

### Verein
Vraa begann seine Karriere beim HIK PRO Fodbold. Im Januar 2018 wechselte er in die Jugend des Brøndby IF, in der er bis 2025 spielte. Im Mai 2023 stand er erstmals im Profikader Brøndbys, zu einem Einsatz für die Kampfmannschaft sollte er aber nie kommen.
Zur Saison 2025/26 wechselte Vraa zum österreichischen Bundesligisten Grazer AK, bei dem er einen bis 2028 laufenden Vertrag erhielt. Im August 2025 debütierte er in der Bundesliga, als er am ersten Spieltag jener Saison gegen den FK Austria Wien in der Startelf stand.

### Nationalmannschaft
Vraa nahm 2022 mit der dänischen U-17-Auswahl an der EM teil. Beim Turnier kam er in allen vier Spielen der Dänen zum Zug, die im Viertelfinale ausschieden. Mit der U-19-Mannschaft nahm Vraa wiederum 2024 an der EM teil. Bei der U-19-Euro kam er zu zwei Einsätzen, Dänemark scheiterte in der Vorrunde.